# Oxyvinia piliventris
Oxyvinia piliventris är en tvåvingeart som beskrevs av Carroll William Dodge 1966. Oxyvinia piliventris ingår i släktet Oxyvinia och familjen köttflugor.
Artens utbredningsområde är Venezuela. Inga underarter finns listade i Catalogue of Life.